# Adhafera
Adfahera eller Zeta Leonis (ζ Leonis , förkortat Zeta Leo, ζ Leo) som är stjärnans Bayerbeteckning, är en optisk dubbelstjärna belägen i den norra delen av stjärnbilden Lejonet och utgör den andra stjärnan (efter Gamma Leonis) i "Sickelbladet", som är en asterism bildad från Lejonhuvudet. Den har en skenbar magnitud på 3,33 och är synlig för blotta ögat. Baserat på parallaxmätning inom Hipparcosuppdraget på ca 11,9 mas, beräknas den befinna sig på ett avstånd av ca 274 ljusår (84 parsek) från solen.

## Nomenklatur
Zeta Leonis har det traditionella namnet Adhafera (Aldhafera, Adhafara), som kommer från det arabiska al-ðafīrah "flätan/krullen", en hänvisning till dess position i lejonens man.
År 2016 organiserade Internationella astronomiska unionen en arbetsgrupp för stjärnnamn (WGSN) med uppgift att katalogisera och standardisera riktiga namn för stjärnor. WGSN:s första bulletin av juli 2016 innehöll en tabell över de första två satserna av namn som fastställts av WGSN och som anger namnet Adhafera för denna stjärna.

## Egenskaper
Adhaferaär en gul till vit jättestjärna av spektralklass F0 III. Sedan 1943 har dess spektra fungerat som en av de stabila referenspunkterna som andra stjärnor klassificeras efter. Den har en massa som är 3 gånger solens massa och en radie som är 6 gånger solens radie. Den utsänder från dess fotosfär 85 gånger mer energi än solen vid en effektiv temperatur på 6  792 K.
Adhafera bildar en dubbelstjärna med en optisk följeslagare som har en skenbar magnitud av 5,90, känd som 35 Leo, som är separerad från Adhafera med 325,9 bågsekunder vid en positionsvinkel på 340°. De två stjärnorna bildar inte en fysisk dubbelstjärna eftersom 35 Leo finns endast 100 ljusår från jorden, vilket skiljer de två stjärnorna med cirka 174 ljusår (53 parsek).